# Papillaria torquata
Papillaria torquata là một loài Rêu trong họ Meteoriaceae. Loài này được (C.K. Wang & S.H. Lin) S.H. Lin miêu tả khoa học đầu tiên năm 1988.